# Ormosia (plant)
Ormosia is een geslacht van planten uit de vlinderbloemenfamilie. Er zijn meer dan 110 levende soorten, waaronder bomen. Ze komen meestal voor in tropische gebieden, vooral in Oost-Azië. Een paar soorten, waaronder Ormosia howii, zijn  uitgestorven. 

## Soorten
Er zijn ruim 130 soorten van dit geslacht bekend. Dit zijn de volgende soorten:
- Ormosia altimontana Meireles & H.C.Lima
- Ormosia amazonica Ducke
- Ormosia antioquensis Rudd
- Ormosia apiculata H.Y.Chen
- Ormosia arborea (Vell.) Harms
- Ormosia assamica Yakovlev
- Ormosia bahiensis Monach.
- Ormosia balansae Drake
- Ormosia bancana (Miq.) Merr.
- Ormosia bolivarensis (Rudd) C.H.Stirt.
- Ormosia boluoensis Y.Q.Wang & P.Y.Chen
- Ormosia bopiensis Pierce
- Ormosia calavensis Azaola
- Ormosia cambodiana Gagnep.
- Ormosia carinata N.Zamora
- Ormosia chevalieri Niyomdham
- Ormosia cinerea Benoist
- Ormosia coarctata Jacks.
- Ormosia coccinea (Aubl.) Jacks.
- Ormosia colombiana Rudd
- Ormosia costulata (Miq.) Kleinhoonte
- Ormosia coutinhoi Ducke
- Ormosia crassivalvis Gagnep.
- Ormosia cruenta Rudd
- Ormosia cuatrecasasii Rudd
- Ormosia discolor Spruce ex Benth.
- Ormosia elata Rudd
- Ormosia elliptica Q.W.Yao & R.H.Chang
- Ormosia emarginata (Hook. & Arn.) Benth.
- Ormosia eugeniifolia Tsiang ex R.H.Chang
- Ormosia excelsa Benth.
- Ormosia fastigiata Tul.
- Ormosia ferruginea R.H.Chang
- Ormosia flava (Ducke) Rudd
- Ormosia fordiana Oliv.
- Ormosia formosana Kaneh.
- Ormosia friburgensis Taub. ex Harms
- Ormosia froesii Rudd
- Ormosia glaberrima Y.C.Wu
- Ormosia glauca Wall.
- Ormosia gracilis Prain
- Ormosia grandiflora (Tul.) Rudd
- Ormosia grandistipulata Whitmore
- Ormosia grossa Rudd
- Ormosia hekouensis R.H.Chang
- Ormosia hengchuniana T.C.Huang, S.F.Huang & K.C.Yang
- Ormosia henryi Prain
- Ormosia hoaensis Pierre ex Gagnep.
- Ormosia holerythra Ducke
- Ormosia hosiei Hemsl. & E.H.Wilson
- Ormosia howii Merr. & Chun ex H.Y.Chen
- Ormosia indurata H.Y.Chen
- Ormosia inflata Merr. & Chun ex H.Y.Chen
- Ormosia integrifolia Aver.
- Ormosia intermedia N.Zamora
- Ormosia isthmensis Standl.
- Ormosia jamaicensis Urb.
- Ormosia krugii Urb.
- Ormosia laosensis Niyomdham
- Ormosia larecajana Rudd
- Ormosia laxa Prain
- Ormosia lewisii D.B.O.S.Cardoso, C.H.Stirt. & Torke
- Ormosia lignivalvis Rudd
- Ormosia limae D.B.O.S.Cardoso & L.P.Queiroz
- Ormosia longipes H.Y.Chen
- Ormosia macrocalyx Ducke
- Ormosia macrodisca Baker
- Ormosia macrophylla Benth.
- Ormosia maguireorum Rudd
- Ormosia mataridek Aymard & Sanoja
- Ormosia mekongensis Mattapha, Suddee & Rueangr.
- Ormosia melanocarpa Kleinhoonte
- Ormosia merrilliana H.Y.Chen
- Ormosia microphylla Merr.
- Ormosia minor Vogel
- Ormosia monosperma (Sw.) Urb.
- Ormosia nanningensis H.Y.Chen
- Ormosia napoensis Z.Wei & R.H.Chang
- Ormosia nitida Vogel
- Ormosia nobilis Tul.
- Ormosia nuda (F.C.How) R.H.Chang & Q.W.Yao
- Ormosia oaxacana Rudd
- Ormosia olivacea H.Y.Chen
- Ormosia ormondii (F.Muell.) Merr. ex H.Y.Chen
- Ormosia pachycarpa Champ. ex Benth.
- Ormosia pachyptera H.Y.Chen
- Ormosia panamensis Benth.
- Ormosia paniculata Merr.
- Ormosia paraensis Ducke
- Ormosia penangensis Ridl.
- Ormosia peruviana Rudd
- Ormosia pingbianensis W.C.Cheng & R.H.Chang
- Ormosia pinnata (Lour.) Merr.
- Ormosia poilanei Niyomdham
- Ormosia polita Prain
- Ormosia pubescens R.H.Chang
- Ormosia purpureiflora H.Y.Chen
- Ormosia revoluta Rudd
- Ormosia robusta (Wight) Voigt
- Ormosia Ruddiana Yakovlev
- Ormosia santaremnensis Ducke
- Ormosia saxatilis K.M.Lan
- Ormosia scandens Prain
- Ormosia schunkei Rudd
- Ormosia semicastrata Hance
- Ormosia sericeolucida H.Y.Chen
- Ormosia simplicifolia Merr. & Chun
- Ormosia smithii Rudd
- Ormosia solimoesensis Rudd
- Ormosia steyermarkii Rudd
- Ormosia stipulacea Meeuwen
- Ormosia stipularis Ducke
- Ormosia striata Dunn
- Ormosia subsessilis Pittier
- Ormosia subsimplex Spruce ex Benth.
- Ormosia sumatrana (Miq.) Prain
- Ormosia surigaensis Merr.
- Ormosia tavoyana Prain
- Ormosia timboensis D.B.O.S.Cardoso, Meireles & H.C.Lima
- Ormosia tonkinensis Gagnep.
- Ormosia tovarensis Pittier
- Ormosia travancorica Bedd.
- Ormosia tsangii H.Y.Chen
- Ormosia velutina Rudol
- Ormosia venezolana Rudd
- Ormosia venosa Baker
- Ormosia vicosana Rudd
- Ormosia watsonii C.E.C.Fisch.
- Ormosia williamsii Rudd
- Ormosia xylocarpa Merr. & Chun ex H.Y.Chen
- Ormosia yunnanensis Prain

... · 
O. coccinea · 
O. cruenta · 
O. gracilis · 
O. grandistipulata · 
O. hosiei · 
O. howii · 
O. jamaicensis · 
O. panamensis · 
O. polita · 
...
... · 
Abrus · 
Acacia · 
Acosmium · 
Adenanthera · 
Adenocarpus · 
Adenodolichos · 
Adenopodia · 
Adesmis · 
Aenictophyton · 
Aeschynomene · 
Afzelia · 
Aganope · 
Albizia · 
Alhagi · 
Alysicarpus · 
Amblygonocarpus · 
Amherstia · 
Andira · 
Angylocalyx · 
Aotus · 
Anthyllis · 
Arachis · 
Archidendropsis · 
Aspalathus · 
Astragalus (hokjespeul) · 
Austrosteenisia · 
Baphia · 
Bauhinia · 
Brachystegia · 
Bolusafra · 
Butea · 
Caesalpinia · 
Cajanus · 
Calicotome · 
Carmichaelia · 
Carrissoa · 
Cassia · 
Castanospermum · 
Ceratonia · 
Chamaecytisus · 
Cicer · 
Clianthus · 
Clitoria · 
Cordyla · 
Coronilla · 
Crotalaria · 
Cyamopsis · 
Cyclopia (honingbos) · 
Cytisus · 
Dalbergia · 
Daviesia · 
Delonix · 
Derris · 
Dialium · 
Dicraeopetalum · 
Dichrostachys · 
Dipteryx · 
Enterolobium · 
Eperua · 
Erythrina (koraalboom) · 
Erythrophleum · 
Faidherbia · 
Genista (heidebrem) · 
Glycine · 
Glycyrrhiza · 
Hardenbergia · 
Hovea · 
Indigofera · 
Inga · 
Lathyrus · 
Lens · 
Lonchocarpus · 
Lotus (rolklaver) · 
Lupinus (lupine) · 
Macrotyloma · 
Medicago (rupsklaver) · 
Melilotus (honingklaver) · 
Mimosa · 
Mora · 
Myroxylon · 
Newtonia · 
Onobrychis · 
Ononis (stalkruid) · 
Ormosia · 
Ougeinia · 
Pachyrhizus · 
Parkia · 
Parkinsonia · 
Parochetus · 
Pericopsis · 
Phaseolus · 
Physostigma · 
Pisum (erwt) · 
Prosopis · 
Psophocarpus · 
Psoralea · 
Pterocarpus · 
Pueraria · 
Racosperma · 
Robinia · 
Rothia · 
Securigera · 
Senegalia · 
Senna · 
Serianthes · 
Sesbania · 
Sophora · 
Spartium · 
Sphenostylis · 
Streblorrhiza · 
Strongylodon · 
Stylosanthes · 
Styphnolobium · 
Swainsona · 
Tamarindus · 
Tephrosia · 
Teramnus · 
Tetragonolobus · 
Tetrapleura · 
Trifolium (klaver) · 
Trigonella (hoornklaver) · 
Ulex · 
Uraria · 
Vachellia · 
Vicia (wikke) · 
Vigna · 
Viminaria · 
Virgilia · 
Wisteria (blauweregen) · 
Zornia · 
Zygocarpum · 
...